# 福地純一郎
福地 純一郎（ふくち じゅんいちろう）は、日本の統計学者。Ph.D in Statistics。学習院大学教授。専門は、統計学・計量経済学。

## 略歴
- 1989年3月　一橋大学大学院経済学研究科修士課程修了、指導教官刈屋武昭[1]
- 1994年12月　Iowa State University, Ph. D. (Statistics) 取得
- 1995年4月　広島大学経済学部講師
- 1997年9月 - 1998年3月　Australian National University Centre of Mathematical Science Visiting Scholar
- 2000年9月 - 　学習院大学経済学部教授
- 2006年4月 - 2007年3月　New York University Stern School of Business Visiting Scholar
- 2015年4月 - 2015年9月　東京大学大学院総合文化研究科客員教授

## 著書
- （福地純一郎・伊藤有希）『Rによる計量経済分析』朝倉書店、2011年。
- （刈屋武昭、前川功一、矢島美寛、福地純一郎、川崎能典）(担当:共編者)『経済時系列分析ハンドブック』、朝倉書店、2012年。